# Flughafen Ciudad Lázaro Cárdenas

i8
i11
i13
Der Flughafen Ciudad Juarez (spanisch Aeropuerto Internacional de Ciudad Lázaro Cárdenas, IATA-Code: LZC, ICAO-Code: MMLC) ist ein kleiner nationaler Flughafen nahe der Stadt Ciudad Lázaro Cárdenas im Bundesstaat Michoacán an der Westküste Mexikos.

## Lage
Der Flughafen Ciudad Lázaro Cárdenas liegt am Pazifik etwa 300 km (Luftlinie) südwestlich von Mexiko-Stadt in einer Höhe von ca. 12 m. 

## Fluggesellschaften und Ziele
Es werden ausschließlich Flüge von und nach Mexiko-Stadt abgewickelt.

## Passagierzahlen
In den Jahren 2018 und 2019 wurden jeweils ca. 25.000 Passagiere pro Jahr gezählt. Danach erfolgte ein deutlicher Rückgang infolge der COVID-19-Pandemie.